# Eagle (Nebraska)
Eagle es una villa ubicada en el condado de Cass en el estado estadounidense de Nebraska. En el Censo de 2010 tenía una población de 1024 habitantes y una densidad poblacional de 1.146 personas por km².

## Geografía
Eagle se encuentra ubicada en las coordenadas 40°48′58″N 96°25′58″O / 40.81611, -96.43278. Según la Oficina del Censo de los Estados Unidos, Eagle tiene una superficie total de 0.89 km², de la cual 0.89 km² corresponden a tierra firme y (0%) 0 km² es agua.

## Demografía
Según el censo de 2010, había 1024 personas residiendo en Eagle. La densidad de población era de 1.146 hab./km². De los 1024 habitantes, Eagle estaba compuesto por el 98.24% blancos, el 0.2% eran afroamericanos, el 0.1% eran amerindios, el 0.29% eran asiáticos, el 0% eran isleños del Pacífico, el 0.1% eran de otras razas y el 1.07% pertenecían a dos o más razas. Del total de la población el 1.86% eran hispanos o latinos de cualquier raza.